# Cantón de Puiseaux
El cantón de Puiseaux era una división administrativa francesa, que estaba situada en el departamento de Loiret y la región de Centro-Valle de Loira.

## Composición
El cantón estaba formado por trece comunas:
- Augerville-la-Rivière
- Aulnay-la-Rivière
- Boësses
- Briarres-sur-Essonne
- Bromeilles
- Desmonts
- Dimancheville
- Échilleuses
- Grangermont
- La Neuville-sur-Essonne
- Ondreville-sur-Essonne
- Orville
- Puiseaux

## Supresión del cantón de Puiseaux
En aplicación del Decreto nº 2014-244 de 25 de febrero de 2014, el cantón de Puiseaux fue suprimido el 22 de marzo de 2015 y sus 13 comunas pasaron a formar parte del nuevo cantón de Malesherbes.